# KkStB 3.0
A kkStB 3.0 sorozat egy poggyászteres mozdonysorozat volt k.k. österreichischen Staatsbahnen-nál (kkStB), mely járművek eredetileg az Österreichischen Nordwestbahn-tól és a Kremsierer Eisenbahn-tól származtak.

## kkStB 3.001
A kkStB 3001 mozdonyt az ÖNWB-nek  Anton Elbel javaslatára - aki a vasút főfelügyelője volt - építette 1879-ben a Floridsdorfi Mozdonygyár, hogy a mellékvonali forgalmat hatékonyabbá tegye. A kis gőzmozdony  száma az ÖNWB-nél 401 volt, és az ÖNWB IXa sorozatot képezte, és még egy csomagteret is integráltak rá.
A mozdony működtetésével elégedettek voltak, mivel a költségek csökkenteni lehetett amikor csak 20 utast szállítottak. Azt is lehetővé tette, hogy a mozdonyt végül csak egy ember szolgálja ki.
Miután az ÖNWB-t a kkStB 1909-ben átvette a kis mozdony a kkStB 3.001 pályaszámot kapta.
A hét poggyászteres mozdonyt 1909 és 1912 között folyamatosan selejtezték. A KKStb 3.001 az Osztrák Vasúti Múzeum-ba került, de 1920-nan elcserélték egy Gaisbergbahn -i fogaskerekű mozdonyra és a szemétbe került.

## kkStB 3.002
1880-ban a Kremsierer Eisenbahn rendelt egy az ÖNWB 401-hez hasonló Elbel-féle poggyászteres mozdony-t. Mivel a vasút pályáján szűkebb ívek voltak, rövidebb tengelytávolsággal, a további különbségek pedig a táblázatból olvashatók ki.
A Kremsierer Eisenbahn végül a KFNB-hez került, a mozdony sorozatszáma IX lett, pályaszáma pedig 901 és a FÜRSTENBERG  nevet kapta. Miután 1906-ban a KFNB a kkStB-hez került ott a kkStB 3.002 pályaszámot kapta. A kkStB azonban már 1912-ben selejtezte.

## Fordítás
- Ez a szócikk részben vagy egészben  a   kkStB 3.0 című német Wikipédia-szócikk fordításán alapul.  Az eredeti cikk szerkesztőit annak laptörténete sorolja fel. Ez a jelzés csupán a megfogalmazás eredetét és a szerzői jogokat jelzi, nem szolgál a cikkben szereplő információk forrásmegjelöléseként.